# Scotogramma
Scotogramma är ett släkte av fjärilar. Scotogramma ingår i familjen nattflyn.

## Dottertaxa tillScotogramma, i alfabetisk ordning[1]
- Scotogramma addenda
- Scotogramma agrotiformis
- Scotogramma albescens
- Scotogramma auripicta
- Scotogramma brassicina
- Scotogramma campestris
- Scotogramma chimaera
- Scotogramma compacta
- Scotogramma defessa
- Scotogramma densa
- Scotogramma eversmanni
- Scotogramma fallovi
- Scotogramma fervida
- Scotogramma fieldi
- Scotogramma furculoides
- Scotogramma gatei
- Scotogramma getula
- Scotogramma harnardi
- Scotogramma hirsuta
- Scotogramma hungarica
- Scotogramma implexa
- Scotogramma incisa
- Scotogramma inconcinna
- Scotogramma magaera
- Scotogramma mendosica
- Scotogramma nevada
- Scotogramma orida
- Scotogramma peculiaris
- Scotogramma potanini
- Scotogramma proxima
- Scotogramma ptilodonta
- Scotogramma quercii
- Scotogramma repentina
- Scotogramma simillima
- Scotogramma stretchii
- Scotogramma submarginalis
- Scotogramma submarina
- Scotogramma wrighti
- Scotogramma yakima